# Nicolas Isimat-Mirin
Nicolas Isimat-Mirin, född 15 november 1991 i Meudon, är en fransk fotbollsspelare (mittback) som spelar för Sporting Kansas City.

## Karriär
I juni 2015 värvades Isimat-Mirin av PSV Eindhoven, där han skrev på ett fyraårskontrakt.
Den 6 januari 2019 värvades Isimat-Mirin av Beşiktaş. Den 21 augusti 2019 lånades han ut till Toulouse på ett låneavtal över säsongen 2019/2020.
Den 3 februari 2021 värvades Isimat-Mirin av Major League Soccer-klubben Sporting Kansas City.